# Francisco de Paula Benavides y Navarrete
Francisco de Paula Benavides y Navarrete (Baeza, 14 maggio 1810 – Saragozza, 30 marzo 1895) è stato un cardinale e arcivescovo cattolico spagnolo.
Proveniva da una ricca e nobile famiglia di Baeza.

## Biografia
Francisco de Paula Benavides y Navarrete nacque a Baeza il 14 maggio 1810. Era il figlio di Manuel Francisco de Benavides y Rodríguez Zambrano y Francisca de Paula Fernández de Navarrete Montilla.
Frequentò il seminario della città natale, quindi l'Università di Granada ove si laureò in teologia. Nel 1832 divenne membro dell'Ordine Militare di Santiago.
Ricevette l'ordinazione sacerdotale nel 1836 e divenne professore di teologia all'Università di Granada, quindi di religione e morale nella scuola secondaria di Baeza e poi rettore del seminario.
Nel 1857 venne nominato vescovo di Sigüenza e fu consacrato il 14 marzo 1858 da Cirilo de Alameda y Brea, arcivescovo di Toledo.
Partecipò al Concilio Vaticano I. Il 31 maggio 1875 rinunciò alla diocesi e il 5 luglio dello stesso nominato patriarca delle Indie Occidentali.
Papa Pio IX lo elevò al rango di cardinale nel concistoro del 12 marzo 1877 e il 25 giugno dello stesso anno ricevette il titolo di San Tommaso in Parione.
Partecipò quindi al conclave del 1878 che elesse papa Leone XIII.
Il 28 febbraio 1879 optò per il titolo di San Pietro in Montorio e il 13 maggio 1881 lasciò il patriarcato delle Indie Occidentali essendo stato nominato arcivescovo di Saragozza.
Morì all'età di 84 anni e la sua salma fu inumata nella basilica di Nostra Signora del Pilar a Saragozza.

## Genealogia episcopale e successione apostolica
La genealogia episcopale è:
- Cardinale Scipione Rebiba
- Cardinale Giulio Antonio Santori
- Cardinale Girolamo Bernerio, O.P.
- Arcivescovo Galeazzo Sanvitale
- Cardinale Ludovico Ludovisi
- Cardinale Luigi Caetani
- Cardinale Ulderico Carpegna
- Cardinale Paluzzo Paluzzi Altieri degli Albertoni
- Papa Benedetto XIII
- Papa Benedetto XIV
- Cardinale Enrico Enriquez
- Cardinale Francisco de Solís Folch de Cardona
- Vescovo Agustín Ayestarán Landa
- Arcivescovo Romualdo Antonio Mon y Velarde
- Cardinale Francisco Javier de Cienfuegos y Jovellanos
- Cardinale Cirilo de Alameda y Brea, O.F.M.Obs.
- Cardinale Francisco de Paula Benavides y Navarrete

La successione apostolica è:
- Arcivescovo Vicente Alda y Sancho (1886)